# Hippodamas (Sohn des Priamos)
Hippodamas (altgriechisch Ἱπποδάμας Hippodámas) ist in der griechischen Mythologie einer der Söhne des trojanischen Königs Priamos. Der Name der Mutter ist nicht überliefert.
Bei Dictys Cretensis wird er von Aias, dem Telamonier, zusammen mit seinem Bruder Hippothoos getötet.